# Matt LeBlanc
Matthew Steven LeBlanc (n. 25 iulie 1967) este un actor, comedian și regizor american, nominalizat la premiile Emmy și Globul de aur. Este cel mai bine cunoscut pentru rolul lui Joey Tribbiani în sitcom-ul american Friends (Prietenii tăi) (1994 - 2004).

## Începutul carierei
La sfârșitul anilor '80 Matt LeBlanc a apărut în mai multe reclame -  Heinz, Levi's, 7 Up sau Coca-Cola.  În anul 1988 a jucat primul său rol într-un serial TV, 1010, în care a fost distribuit un singur sezon. În 1991 a jucat în videoclipul pentru piesa "Walk Away" interpretată de Alanis Morissette. A urmat videoclipul piesei "Into the Great Wide Open" interpretată de Tom Petty. A avut și câteva apariții episodice în Familia Bundy, în rolul lui Vinnie Verducci. 